# Príncipe de Asturias (R–11)

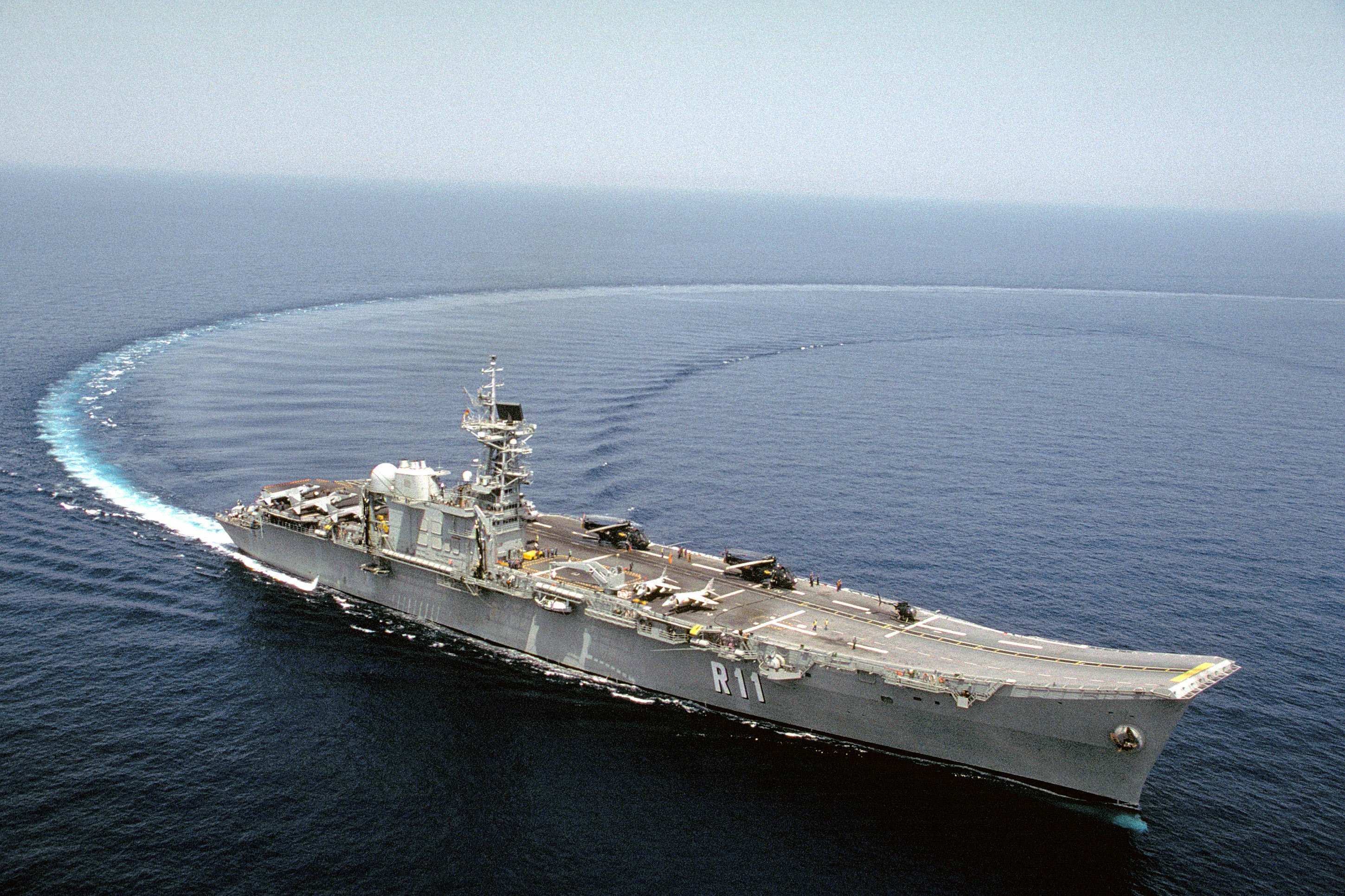
SNS Principe de Asturias

SNS Principe de Asturias este un portavion al Marinei  Spaniei.
Datorită dimensiunilor mai mici portavionul este dotat cu catapultă și trambulină de 12°. Este dotat în primul rând cu avioane cu decolare pe verticală Harrier și elicoptere.   

Emblema portavionului

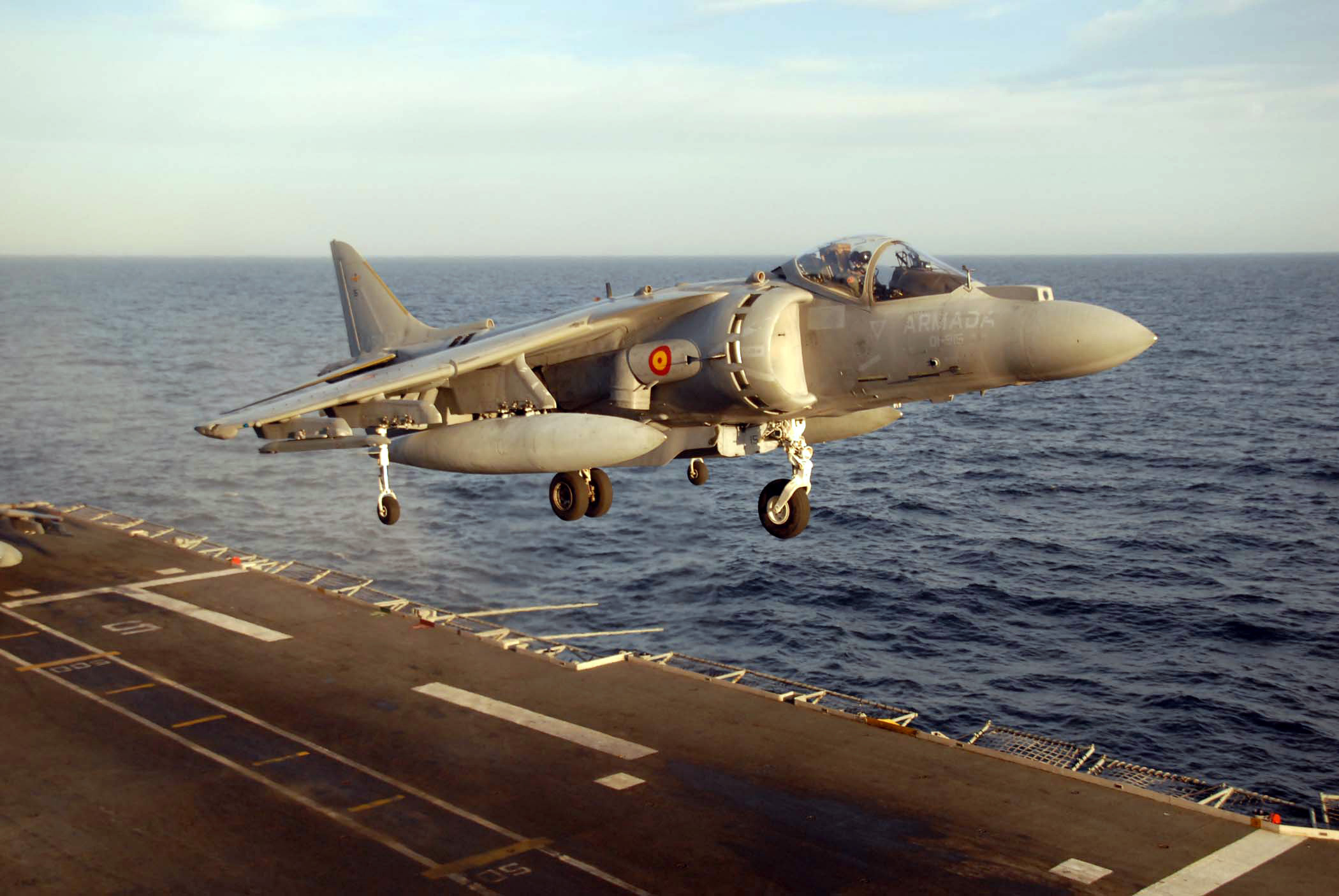
Un AV-8B Harrier II spaniol decolând de pe puntea portavionului Principe de Asturias.